# Lengyel Géza (író)
Lengyel Géza, született Lővinger (Heves, 1881. január 4. – Budapest, 1967. november 3.) magyar író, újságíró, szakíró, kritikus, lapszerkesztő.

## Élete
Lővinger Bertalan és Schwarcz Amália (1853–1928) gyermekeként született. Budapesten, Egerben és Szegeden végezte középiskolai tanulmányait. 1902-től a nagyváradi Szabadság című lapnál működött újságíróként, majd 1905-től a lap szerkesztője lett. Nagyváradon kapcsolatba került Ady Endrével, s később könyvet is írt róla. 1906-tól a Budapesti Naplóban, 1914-től a Pesti Naplóban jelentek meg cikkei. Írásai a Huszadik Században, a Vasárnapi Újságban és az Új Időkben is megjelentek. Kezdettől a Nyugat című irodalmi folyóirat főmunkatársa volt, 1912-ig vezető műkritikusa. Mint a Gyáriparosok Országos Szövetségének (GYOSZ) titkára és a Magyar Vámpolitikai Központ igazgatója közgazdasági kérdésekkel is foglalkozott. Szépirodalmi műveiben a korabeli modern realista törekvésekhez kapcsolódott. Életművében jelentős helyet foglal el műkritikusi tevékenysége. 1919-ben Művészélet címmel lapot indított, amely rövid működést követően megszűnt. Képzőművészeti kritikái főleg a Nyugatban jelentek meg. Az 1960-as évektől kiállításai kritikáit a Művészet című lap közölte. Sorozatot írt Herman Lipót, Lyka Károly és Kisfaludi Strobl Zsigmond munkásságáról. Magyarra fordította az orosz Kuprin és a dán Georg Brandes írók műveit, akárcsak Zola válogatott művészeti írásait. Válogatást készített Bíró Lajos műveiből, melyet 1957-ben jelentetett meg Szolgák országa címmel. Tagja volt Magyar Újságírók Országos Szövetségének.

## Családja
Házastársa Bíró (szül.: Ungár) Irén volt, Ungár Ignác és Löffler Lujza lánya, akivel 1908. december 23-án Budapesten kötött házasságot.
Lánya Lengyel Zsuzsanna (1910–?), veje Wirth Pál Jenő.

## Főbb művei
- Véletlenek (novellák, Budapest, 1910)
- A csodatevő könyv (elbeszélés, Budapest, 1912)
- Kis házak között (regény, Budapest, 1912)
- Ady a műhelyben (Budapest, 1957)
- Magyar újságmágnások (Budapest, 1963)
- A szép mesterségek kezdete. Ferenczy István sorsa (életrajz, Budapest, 1964)